# Michael McCullers
Michael McCullers (nascido em 1971) é um argumentista de filmes de comédia norte-americano.
Um nativo de Indian Springs Village, Alabama, McCullers é um antigo argumentista do Saturday Night Live e é melhor conhecido por co-escrever o enredo de dois filmes da série Austin Powers: Austin Powers: The Spy Who Shagged Me e Austin Powers in Goldmember com Mike Myers. Ele é o escritor e realizador da comédia Baby Mama (2008), estrelada por Tina Fey e Amy Poehler. Ele vive em Los Angeles com a sua esposa e quatro crianças.